# Дева (Нижегородская область)
Дева — деревня в составе Мулинского сельсовета в Володарском районе Нижегородской области.

## География
Деревня расположена в 4 км на юг от центра сельсовета посёлка Мулино и в 24 км на северо-запад от райцентра города Володарск.

## История
В писцовых книгах 1628 года деревня входила в состав Старковского прихода, в ней было 5 дворов крестьянских и 2 бобыльских. 
В XIX — первой четверти XX века деревня входила в состав Мячковской волости Гороховецкого уезда Владимирской губернии, с 1926 года — в составе Гороховецкой волости Вязниковского уезда. В 1859 году в деревне числилось 13 дворов, в 1905 году — 13 дворов, в 1926 году — 31 дворов.
С 1929 года деревня входила в состав Мулинского сельсовета Гороховецкого района Ивановской Промышленной области, с 1936 года — в составе Золинского сельсовета Ивановской области, с 1944 года — в составе Володарского района Горьковской области, с 1959 года — в составе Дзержинского района, с 1985 года — в составе Мулинского сельсовета Володарского района.

## Население
| 1859 | 1905 | 1926 | 2002 | 2010 |
| ---- | ---- | ---- | ---- | ---- |
| 62   | ↗89  | ↗145 | ↘14  | →14  |